# Michael Scharbe
Michael Scharbe (* 1650 in Cottbus, Kurfürstentum Brandenburg; † 1723 in Lübben, Niederlausitz, Kurfürstentum Sachsen) war ein deutscher Maler, der Altargemälde und die Innenausstattung in einigen Kirchen der Niederlausitz gestaltete.

## Leben
Seit 1679 schuf Scharbe Altargemälde und bemalte Kanzeln, hölzerne Taufsteine, einen Taufengel und Emporen in verschiedenen Kirchen der Niederlausitz. 1723 starb er in Lübben, ein aufwändig gestalteter Grabstein befand sich auf dem dortigen Kirchhof.
Werke
Durch Inschriften in Altarrückwänden sind bekannt
- 1679 Kirche St. Sebastian Baruth, Altargemälde[2]
- 1680 Alte Kirche Straupitz, Altargemälde und Taufstein, heute in Dorfkirche Friedersdorf als Leihgabe
- 1692 Dorfkirche Welsickendorf: Ein Kirchenführer des Kirchenkreises Zossen-Fläming weist darauf hin, dass es sich um das erste Werk Jägers handelt, bei dem die ursprünglich in der klassischen Abfolge vorhandene Auferstehungsszene durch die Grablegung ersetzt wurde.[3]
- 1695 Kirche Werben, Altargemälde und Taufengel, 1945 abgebrannt[4]
- 1696 Kirche St. Pantaleon Frankena, Altargemälde
- um 1700 Kirche Uckro, Altargemälde und Kanzel

Auf Grund großer stilistischer Ähnlichkeit bemalte er wahrscheinlich auch
- Kirche Gebersdorf, Altargemälde, Kanzel, Emporenbrüstungen
- Kirche Groß Leine, Kanzel und zwei kleine Altargemälde

## Nachkommen
Söhne oder enge Verwandte waren wahrscheinlich
- Johann Friedrich Scharbe, 1727 Hofmaler in Dresden
- Johann Michael Scharbe, 1728 Maler in Dresden
- Michael Friedrich Scharbe, 1740 Hofmaler in Dresden